# Джордж Лоусон
Джордж Лоусон (12 жовтня 1827- 10 листопада 1895) — шотландсько-канадський ботанік, якого вважають «батьком канадської ботаніки».
Народився у Шотландії, у 1858 році він був призначений професором хімії і природної історії в університеті Квінз. Лоусон допоміг створити один з перших ботанічних садів Канади..
У 1868 році він став професором хімії і мінералогії в університет Далхаузі (англ. Dalhousie University).
Він був членом Королівського товариства Канади, та з 1887 до 1888 був його президентом..
Джордж Лоусон помер 10 листопада 1895 року.